# ككوي
ككوي (أو كما ينطقه البعض كِك) هو تأليه لمفهوم الظلام البدائي أو الأزلي في قصة الخلق المصرية القديمة المنبثقة من قصة ثامون الأشمونين.
يتألف الثامون - أو الأجدود كما سمي باليونانية - من أربعة أزواج من الآلهة، أربعة آلهة ذكور مقترنين بنظيراتهم الإناث. نظيرة ككوي الأنثوية كانت ككويت. وقد مثل ككوي وككويت في بعض صفاتهما الليل والنهار، وكانا يُدعيان "رافع النور" و"رافعة الليل" على التوالي.
يُكتب الاسم كِكوي أو كِك بعلامات هيروغليفية تتضمن رمز السماء المدمج بعصا «𓇰» (N2 في قائمة جاردنر) المرتبطة بكلمة "الظلام" ككو.

## نبذة عنه
في أقدم ظهوراته، يمثل ككوي برأس ثعبان، وككويت برأس ضفدع أو قطة. في أحد المشاهد، يتم تعريفهما كـ كا وكايت؛ في هذا المشهد، يظهر كا (ككوي) برأس ضفدع تعلوه خنفساء، وكايت (ككويت) برأس أفعى يعلوه قرص.
في الفترة اليونانية-الرومانية، تم تصوير الشكل الذكري لككوي كرجل برأس ضفدع، والشكل الأنثوي له كامرأة برأس أفعى، كما كان الحال مع جميع أزواج الثامون.